# Guatteria elata
Guatteria elata este o specie de plante angiosperme din genul Guatteria, familia Annonaceae, descrisă de Robert Elias Fries. Conform Catalogue of Life specia Guatteria elata nu are subspecii cunoscute.